# Pseudolichas sulcifrons
Pseudolichas sulcifrons is een keversoort uit de familie withaarkevers (Dascillidae). De wetenschappelijke naam van de soort is voor het eerst geldig gepubliceerd in 1878 door Deyrolle & Fairmaire.